# Союз 38
Союз 37 е съветски пилотиран космически кораб, който извежда в Космоса седмата посетителска експедиция на орбиталната станция Салют-6.

## Екипажи

#### Основен
- Юрий Романенко (2) – командир
- Арналдо Мендес (1) – космоснавт-изследовател

#### Дублиращ
- Евгений Хрунов – командир
- Хосе Фалкон – космонавт-изследовател

## Параметри на мисията
- Маса: 6800 кг
- Перигей: 199,7 (345) km
- Апогей: 273,5 (357,5) km
- Наклон на орбитата: 51,64°
- Период: 88,94 (91,38) мин

## Програма
Първи полет на гражданин от Куба, първи латиноамериканец в космоса, седма посетителска експедиция на борда на станцията „Салют-6“. По това време там се намира четвъртият дълговременен екипаж Леонид Попов и Валерий Рюмин.
Това е седмият полет по програма „Интеркосмос“, по която военни пилоти от т. нар. Източен блок осъществяват космически полети с продължителност от около 8 денонощия до съветска космическа станция.
Освен политическата цел по време на полета са проведени различни научни експерименти, включващи изследване на космическите заболявания, на Слънцето, на материали (захарни кристали) и върху растежа на растения в космоса.
Съвместната работа на четиримата космонавти продължава около 7 денонощия.